# Robert Nigel Paul Macaire

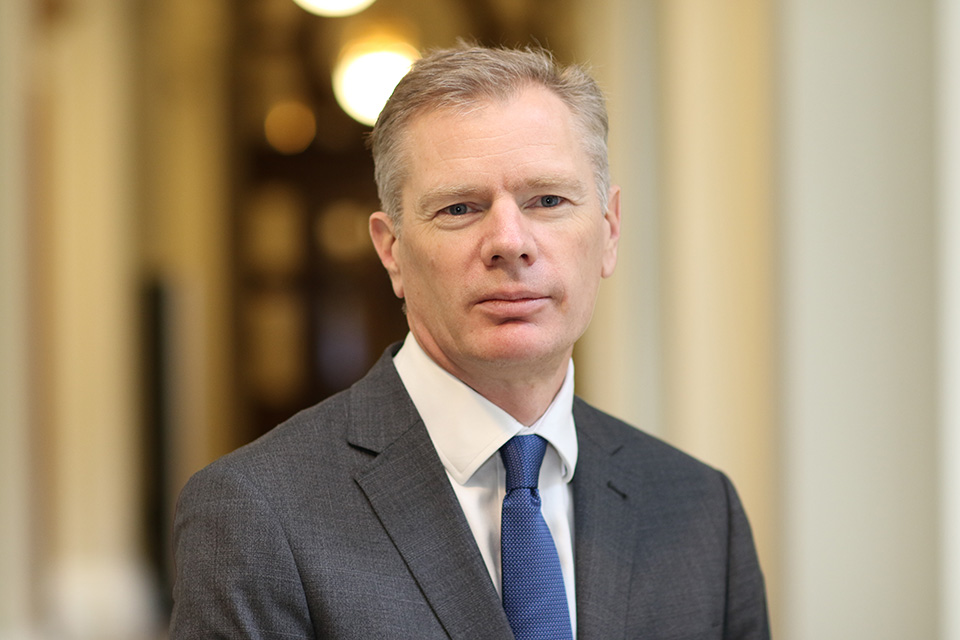
Robert Nigel Paul Macaire

Sir Robert Nigel Paul Macaire KCMG (* 19. Februar 1966) ist ein britischer Diplomat, der seit 27. Mai 2018 als Botschafter in Teheran akkreditiert ist.

## Leben
Robert Nigel Paul Macaire wurde von 1987 bis 1990 sukzessive in den Abteilungen Beschaffung und Vergabe, Special Forces, Wissenschaft im Verteidigungsministerium des Vereinigten Königreichs beschäftigt. 1990 trat er in den auswärtigen Dienst und wurde im Foreign and Commonwealth Office (FCO) in der Abteilung Falkland beschäftigt. Von 1991 bis 1995 war er Botschaftssekretär zweiter Klasse in Bukarest und betreute den Know How Fund, einen Fonds der Entwicklungszusammenarbeit. Von 1995 bis 1996 leitete er die Abteilung Levante, Naher Osten und Nordafrika im FCO. Von 1996 bis 1997 leitete er die Abteilung Naher Osten und Nordafrika im FCO. Von 1997 bis 1998 leitete er die Abteilung südliches Afrika im FCO. 1998 leitete er die Abteilung Sierra Leone im FCO. Von 1998 bis 2002 war er Botschaftssekretär erster Klasse in Washington, D.C. in der Abteilung Counter Terrorism. Robert Nigel Paul Macaire leitete von Juni 2002 bis Juli 2004 die Abteilung Counter Terrorism im FCO. Von Juli 2004 bis 2006 war er Botschaftsrat in Neu-Delhi. Von 2006 bis 2008 leitete er die Konsularabteilung im FCO. Von 2008 bis 2011 war er Hochkommissar in Nairobi, Kenia. Von 18. Oktober 2013 bis 7. Juni 2016 war er Director of Government/Public Affairs and Political Risk (Leiter der Abteilung Verbindung zur Regierung, Öffentlichkeitsarbeit und Political Risk) der BG Group.
Robert Nigel Paul Macaire ist mit Alice verheiratet. Sie haben zwei Töchter.

### Verhaftung in Teheran
Macaire wurde am 11. Januar 2020 während Protesten in Teheran gegen den Abschuss von Ukraine-International-Airlines-Flug 752 für drei Stunden verhaftet. Als Reaktion darauf beschrieb das FCO seine Verhaftung als "eine offensichtliche Verletzung des Völkerrechts", und Außenminister Dominic Raab warnte, dass der Iran sich auf dem Weg zum Pariah-Status befindet. Macaire behauptete, er habe nicht an einem Protest teilgenommen, sondern an einer Mahnwache für die Opfer des Flugzeugabsturzes und stellte fest, dass „die Festnahme von Diplomaten natürlich illegal ist“.
| Vorgänger       | Amt                                                 | Nachfolger          |
| --------------- | --------------------------------------------------- | ------------------- |
| Adam Wood       | Hochkommissar in Kenia 2008–2011                    | Peter Harris Tibber |
| Nicholas Hopton | Britischer Botschafter in Teheran Seit 27. Mai 2018 | —                   |